# Steve Forbert

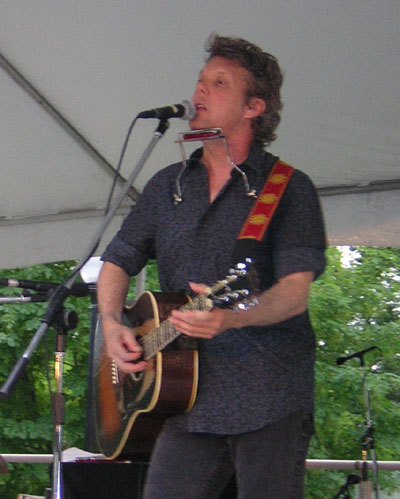
Steve Forbert in 2008

Steve Forbert (Meridian, 13 december 1954) is een Amerikaanse singer-songwriter. Forbert zingt, speelt gitaar en mondharmonica en schrijft zijn eigen teksten, vooral in de stijl van folkrock. Hij werd vooral beroemd door zijn hit "Romeo's Tune". Zijn hoogtijdagen lagen van eind jaren zeventig tot midden jaren tachtig. In zijn beginjaren werd hij algemeen door muziekcritici beschouwd als de nieuwe en zelfs beter zingende Bob Dylan. Dezelfde bekendheid verwierf Forbert echter bij lange na niet.

## Biografie
Forbert speelde in zijn jeugd op de middelbare school in verschillende lokale bands. Hij had een baan als vrachtwagenchauffeur en toen hij hier mee stopte vertrok hij op 21-jarige leeftijd naar New York om de eerste stappen als professionele muzikant te zetten. Aldaar probeerde hij als straatzanger aan de kost te komen. Via optredens in het clubcircuit in Manhattan, kwam hij bij een kleine platenmaatschappij terecht, die zijn eerste lp Alive on Arrival uitbracht in 1978. Deze plaat werd goed ontvangen door muziekcritici en daarom kwam er in 1979 een tweede lp: Jackrabbit Slim. Op de lp's stonden vooral ballades, met enkele snellere popliedjes. Jackrabbit Slim bevatte Forberts grootste hit: "Romeo's Tune". Ook Schoolgirl kwam uit en werd een piepklein succesje in Nederland. Het nummer behaalde in 1980 de 11e plek in de Amerikaanse Billboard Hot 100. Forbert bracht daarna nog twee lp's uit, in 1980 en 1982, maar beide flopten. Forberts platenmaatschappij zette hem in 1984 op straat na een onenigheid. De plaat van Forbert die datzelfde jaar uit zou moeten komen werd opgeschort.
In 1988 tekende hij een nieuw contract bij Geffen Records en maakte hij een kleine comeback met de lp Streets of This Town, geproduceerd door Garry Tallent, van de E Street Band. In 1992 verscheen "The American in Me", zijn tweede album bij de nieuwe maatschappij. Zijn succes van rond 1980 evenaarde hij echter niet en Geffen Records zette hem uiteindelijk aan de kant. In 1995 werd Forbert opnieuw opgepikt door Giant Records, een dochtermaatschappij van Warner Brothers. Forbert bracht daar ook twee platen uit. In 1998 vertrok hij naar een klein onafhankelijk label.
Forbert werd opgenomen in de Mississippi Musicians Hall of Fame.

## Discografie
- Alive on Arrival Nemperor/CBS Records, 1978
- Jackrabbit Slim Nemperor, 1979
- Little Stevie Orbit Nemperor, 1980
- Steve Forbert Nemperor, 1982
- Streets Of This Town Geffen Records, 1988
- The American in Me Geffen Records, 1992
- Best of Steve Forbert: What Kinda Guy? 1993
- Be Here Now: Solo Live 1994
- King Biscuit Flower Hour Presents Steve Forbert
- Mission of the Crossroad Palms Giant Records/Warner Bros. Records, 1995
- Rocking Horse Head Giant/Warner Bros. 1996
- Here's Your Pizza 1997
- Be Here Again: Solo Live 1998
- Evergreen Boy 2000
- Acoustic Live: The WFUV Concert 2000
- Live at the Bottom Line 2000
- Young Guitar Days 2001
- More Young Guitar Days 2002
- Any Old Time (Liedjes van Jimmie Rodgers) 2002
- Solo Live in Bethlehem 2002
- Rock While I Can Rock: The Geffen Years 2003
- Just Like There's Nothin' to It 2004
- Good Soul Food - Live at the Ark Rolling Tide Records 2004
- DVD Anthology: You Cannot Win If You Do Not Play 2005
- It's Been A Long Time: Live Acoustic With Paul Errico 2006
- Strange Names & New Sensations 2007
- Best of the Downloads Vols. 1 + 2 2008